# Ivan Lendrić
Ivan Lendrić (* 8. August 1991 in Split) ist ein kroatischer Fußballspieler.

## Karriere

### Verein
Lendrić begann seine Karriere bei Hajduk Split. Im April 2010 stand er erstmals im Kader der Profis von Hajduk, für die er allerdings zunächst nicht zum Einsatz kam. Im Juli 2010 wurde er nach Bosnien und Herzegowina an den HŠK Zrinjski Mostar verliehen. Dort gab er im August 2010 sein Debüt als Profi in der Premijer Liga, als er am zweiten Spieltag der Saison 2010/11 gegen den NK Čelik Zenica in der Startelf stand. In jener Partie, die Mostar mit 2:1 verlor, erzielte er auch sein erstes Tor als Profi. Bis zum Ende der Leihe kam er zu 28 Einsätzen in der höchsten bosnischen Spielklasse, in denen er 16 Tore erzielte. Damit wurde der Kroate auch Torschützenkönig der Premijer Liga.
Zur Saison 2011/12 kehrte Lendrić wieder nach Split zurück. Für Hajduk absolvierte er in jener Saison 19 Partien in der 1. HNL und machte dabei vier Tore. Zur Saison 2012/13 wechselte der Angreifer nach Belgien zum SV Zulte Waregem. In Belgien konnte er sich allerdings nicht durchsetzen, für Zulte kam er zwar zu 20 Einsätzen in der Division 1A, in denen er zwei Tore machte, allerdings stand er lediglich zwei Mal von Beginn an am Platz. Nachdem er den Beginn der Saison 2013/14 noch bei Zulte Waregem verbracht hatte, kehrte er im August 2013 nach Kroatien zurück und schloss sich Lokomotiva Zagreb. Für den Hauptstadtklub kam er bis zur Winterpause sechsmal in der 1. HNL zum Einsatz. Im Januar 2014 verließ er Lokomotiva wieder.
Daraufhin wechselte er im Februar 2014 zum österreichischen Zweitligisten Kapfenberger SV. Für die Steirer kam er zu 15 Einsätzen in der 2. Liga, in denen er fünf Tore erzielte. Zur Saison 2014/15 wechselte der Stürmer zum italienischen Drittligisten FC Südtirol. In einem Halbjahr in Südtirol absolvierte er 14 Spiele in der Serie C und erzielte vier Tore. Im Januar 2015 wechselte er nach Slowenien zum Erstligisten NK Celje. In Celje kam er zu insgesamt 16 Einsätzen in der 1. SNL.
Im August 2015 wechselte er nach Moldawien zum FC Milsami. Nach allerdings nur einem Monat bei Milsami, in dem er zweimal einsatzlos im Kader gestanden war, verließ er die Moldawen im September 2015 wieder und wechselte nach Griechenland zum Zweitligisten AO Kerkyra. Für AOK kam er zu zwei Einsätzen in der Football League. Im Januar 2016 kehrte er nach Bosnien zurück und schloss sich dem FK Željezničar Sarajevo. In eineinhalb Jahren in der bosnischen Hauptstadt kam der Stürmer zu 44 Einsätzen in der Premijer Liga, in denen er 26 Tore machte. Mit 19 Treffern in der Saison 2016/17 wurde Lendrić ein zweites Mal Torschützenkönig der höchsten bosnischen Liga. Zur Saison 2017/18 wechselte der Angreifer nach Frankreich zum Zweitligisten RC Lens. In Frankreich konnte er sich allerdings nicht durchsetzen, insgesamt kam er zu neun Einsätzen in der Ligue 2. Nach der Saison 2017/18 verließ er Lens wieder.
Im August 2018 wechselte er ein zweites Mal nach Slowenien, diesmal zum NK Olimpija Ljubljana. In Ljubljana kam er allerdings nur zu fünf Kurzeinsätzen in der 1. SNL. Im Januar 2019 wechselte er nach Rumänien zum FC Hermannstadt. In Siebenbürgen absolvierte der Offensivspieler zehn Partien in der Liga 1. Zur Saison 2019/20 kehrte Lendrić zum HŠK Zrinjski Mostar zurück. In einem halben Jahr in Mostar kam er zu 16 Einsätzen in der Premijer Liga, in denen er drei Tore machte. Nach einem halben Jahr bei Zrinjski kehrte er im Januar 2020 zum Ligakonkurrenten Željezničar Sarajevo zurück. In eineinhalb Jahren in Sarajevo absolvierte er diesmal 27 Erstligapartien, in denen er zwei Tore erzielte.
Anschließend ging er am 2. September 2021 weiter zum Zweitligisten Nea Salamis Famagusta auf Zypern.

### Nationalmannschaft
Lendrić spielte zwischen 2007 und 2011 für diverse kroatische Jugendnationalteams. Mit der U-20-Mannschaft nahm er 2011 an der WM teil. Während des Turniers kam er in allen drei Partien der Kroaten zum Einsatz und machte dabei auch ein Tor. Kroatien schied allerdings als Letzter der Gruppe D bereits in der Vorrunde aus.